# Малий Керменчик
Мали́й Керменчи́к (урум. Йарцуз) — село Старомлинівської сільської громади Волноваського району Донецької області України.

## Загальні відомості
Село розташоване на правому березі річки Мокрі Яли, у яку впадає річка Яр Осози. Відстань до Великої Новосілки становить понад 33 км і проходить автошляхом Т 0518.

## Населення
За даними перепису 2001 року населення села становило 168 осіб, із них 79,76 % зазначили рідною мову українську та 20,24 % — російську.